# Серанг
Серанг (індонез. Kota Serang) — місто в Індонезії, в західній частині острова Ява, адміністративний центр провінції Бантен. Населення 643 101 чоловік (2014). Місто розташоване на крайньому заході острова Ява, на березі Яванського моря, приблизно в 90 км на захід від Джакарти. Біля міста знаходиться великий морський порт Мерак.
За 5 км від Серанга лежать руїни торгового міста Бантен (Бантам), яке процвітало у XVII столітті, але потім прийшло в занепад і було залишено мешканцями.
Місто Серанг ділиться на шість районів:
- Серанг (208 017),
- Чіпочок-Джая (80 930),
- Чуруг (47 308),
- Касемен (87 674),
- Тактакан (78 184),
- Валантака (87 674).

## Клімат
Місто знаходиться у зоні, котра характеризується вологим тропічним кліматом. Найтепліший місяць — березень із середньою температурою 26.7 °C (80 °F). Найхолодніший місяць — січень, із середньою температурою 25.6 °С (78 °F).
| Клімат Серанга          | Клімат Серанга | Клімат Серанга | Клімат Серанга | Клімат Серанга | Клімат Серанга | Клімат Серанга | Клімат Серанга | Клімат Серанга | Клімат Серанга | Клімат Серанга | Клімат Серанга | Клімат Серанга | Клімат Серанга |
| Показник                | Січ.           | Лют.           | Бер.           | Квіт.          | Трав.          | Черв.          | Лип.           | Серп.          | Вер.           | Жовт.          | Лист.          | Груд.          | Рік            |
| Середня температура, °C | 26             | 26             | 27             | 27             | 27             | 27             | 27             | 27             | 27             | 27             | 27             | 27             | 26             |
| Норма опадів, мм        | 278            | 230            | 183            | 130            | 117            | 86             | 76             | 73             | 71             | 102            | 146            | 197            | 1689           |
| ----------------------- | -------------- | -------------- | -------------- | -------------- | -------------- | -------------- | -------------- | -------------- | -------------- | -------------- | -------------- | -------------- | -------------- |
| Джерело: Weatherbase    |                |                |                |                |                |                |                |                |                |                |                |                |                |